# Алабучинка
Алабучинка — деревня в Юргинском районе Кемеровской области России. Входит в состав Проскоковского сельского поселения.

## География
Деревня находится в северо-западной части области, к северу от реки Чубур, на расстоянии примерно 26 километров (по прямой) к северо-северо-западу (NNW) от районного центра города Юрга. Абсолютная высота — 150 метров над уровнем моря.

## История
Основана в 1906 году. В 1911 году в переселенческом посёлке Алабучинский, входившем в состав Варюхинской волости Томского уезда, имелось 17 дворов и проживало 56 человек (27 мужчин и 28 женщин).
По данным 1926 года имелось 30 хозяйств и проживало 165 человек (в основном — белорусы). В административном отношении посёлок входил в состав Александровского сельсовета Болотнинского района Томского округа Сибирского края.

## Население
| 2010 |
| ---- |
| 94   |

Половой состав
По данным Всероссийской переписи населения 2010 года в гендерной структуре населения мужчины составляли 46,8 %, женщины — соответственно 53,2 %.
Национальный состав
Согласно результатам переписи 2002 года, в национальной структуре населения русские составляли 96 % из 102 чел.

## Улицы
Уличная сеть деревни состоит из одной улицы (ул. Центральная).